# Metro de coluna d'água
Metros de água (mH2O) é uma unidade de medida de pressão, definida como a pressão exercida por uma coluna de água de 1 metro de altura a 4°C (temperatura da densidade máxima) no valor normal da gravidade, o que equivale a 9806,65 Pa.
A unidade mH2O é muito utilizada em medidas de pressão em redes de abastecimento d'água. 
1. ↑  «Pressão da água - Seu banho com qualidade e conforto». Aquecenorte. 5 de abril de 2017. Consultado em 11 de outubro de 2019